# Salud en Venezuela

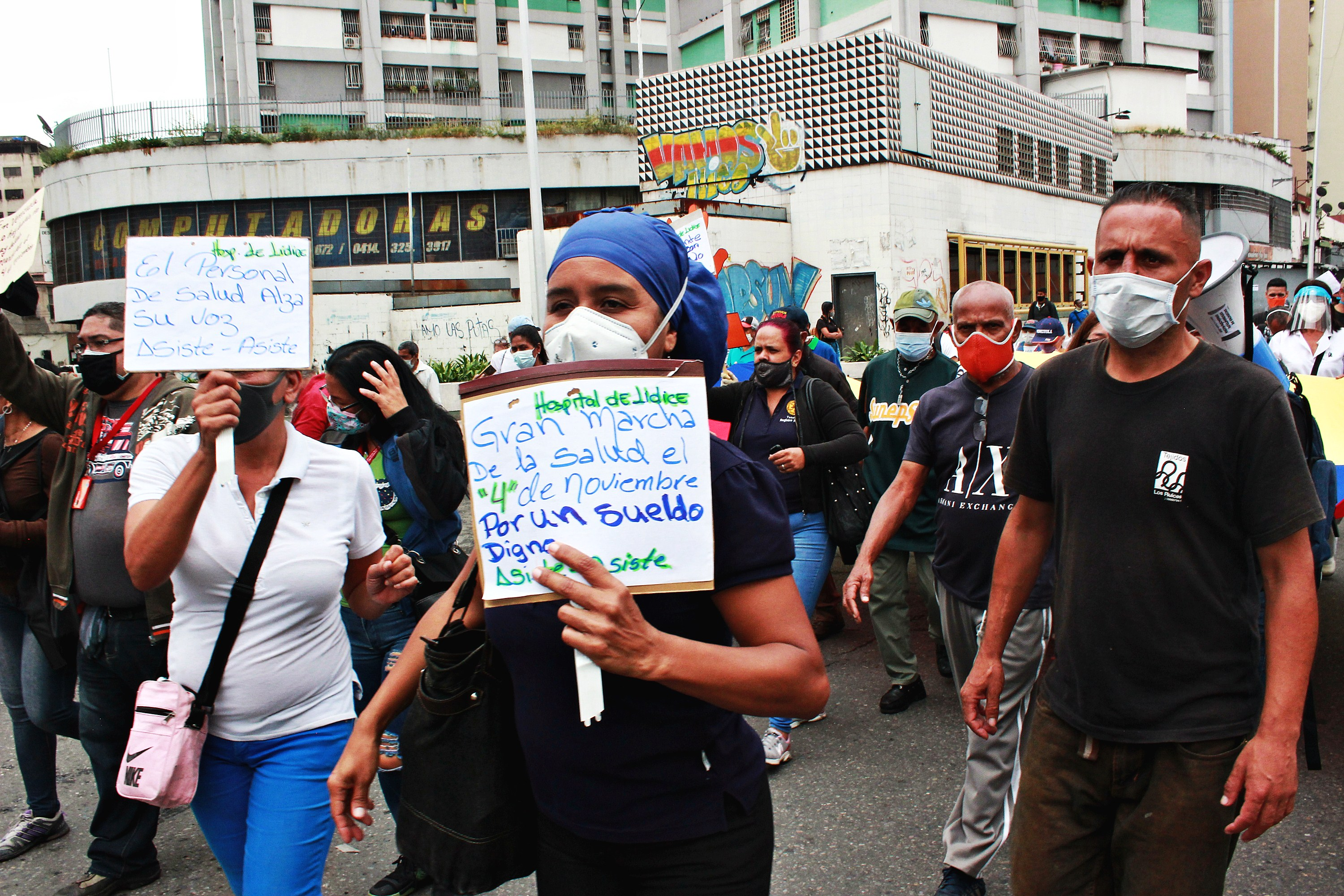
Trabajadores de la salud protestan en Caracas contra los bajos salarios que padecen, agosto de 2020.

La salud en Venezuela depende de una red de hospitales y clínicas financiadas por el Estado venezolano financiado con impuestos o por sistemas privados. La infraestructura de salud de Venezuela ha venido deteriorándose drásticamente desde la década de 1980. Los servicios públicos y privados suelen verse sobrepasados en su capacidad.

## Servicios de salud público y privado
Centro de salud en Venezuela
Atención primaria
Ambulatorios
Ambulatorio del Hospital universitario de la Ciudad Capital  
Hospitales
Hospital Universitario de la Ciudad Capital 
Hospitales del Seguro social  
Hospital del Seguro Social  de la Jurisdicción de Distrito Capital. 

Esperanza de vida en Venezuela.

Hospital del Seguro social de Chacao de la Jurisdicción del Estado Miranda 
Hospital del Seguro social de Sucre del Estado Miranda  
Sector semi privado
Hospitales de el sector público
En la década del 2000, el gobierno socialista venezolano introdujo una red de centros de salud, clínicas populares y ambulatorios como parte de la Misión Barrio Adentro, que incluye Centros Diagnósticos integrales (CDI), Salas de Rehabilitación integral (SRI) y Centros de alta tecnología (CAT).

## Crisis

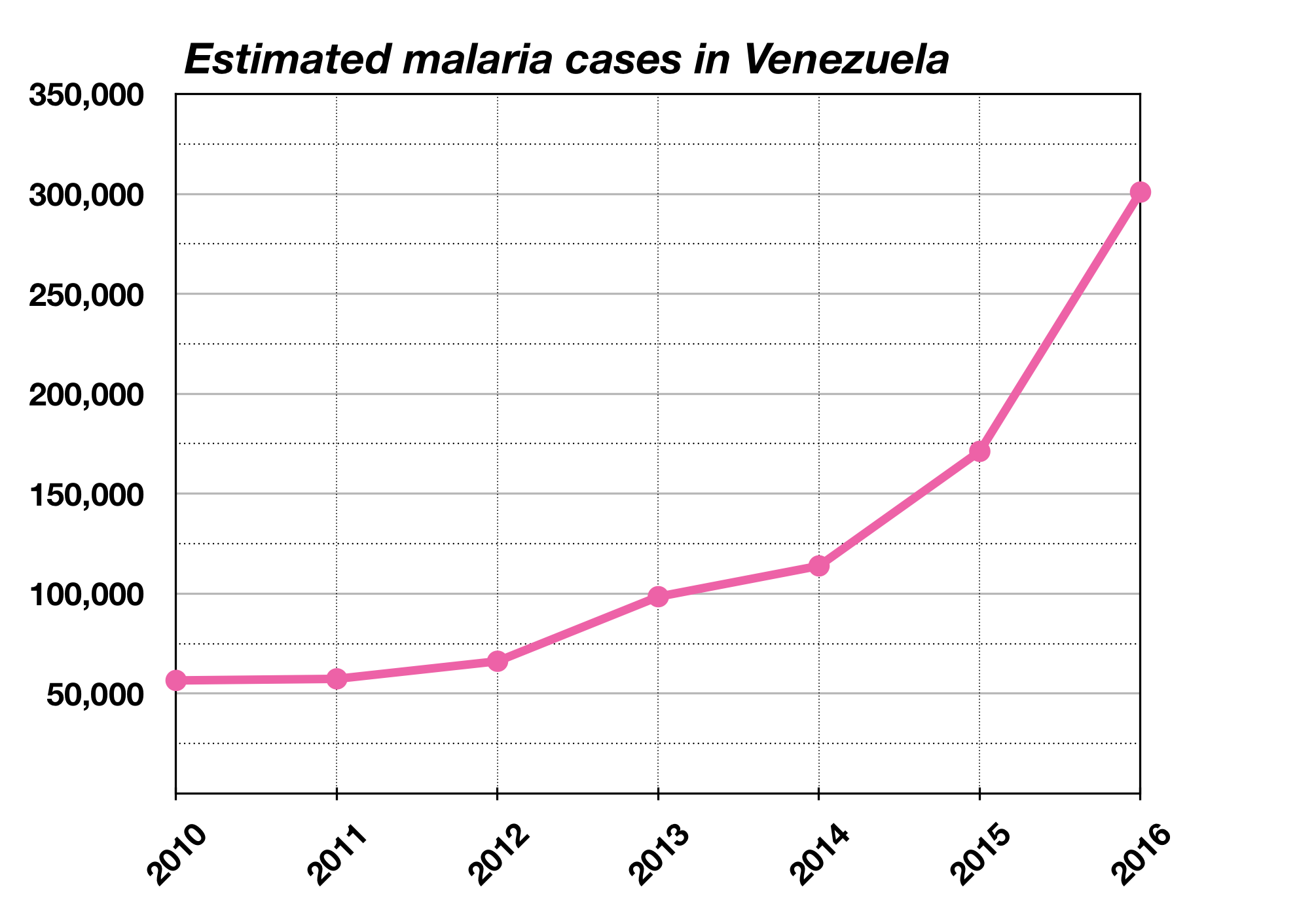
Casos estimados de malaria en Venezuela según la Organización Mundial de la Salud.

Durante el año 2013 el gasto público en Sanidad en Venezuela se redujo de 1,68 % a 1,54 % del PIB y se cerraron numerosas plantas hospitalarias a nivel nacional. Se dejaron de financiar fármacos para síntomas menores, entre otras medidas. Además, existen problemas en la sanidad pública que se empezaron a manifestar a inicios de 2013 con la escasez de medicamentos. Debido a que se han experimentado la escasez de los fármacos, los enfermos o sus parientes han teniendo que recurrir a otras denominaciones o realizar grandes recorridos entre estados para encontrar dichos medicamentos.
El 21 de febrero de 2018 la Corte Interamericana de Derechos Humanos dictó medidas cautelares para el Hospital de Niños J. M. de los Ríos, pidiéndo al gobierno salvaguardar la vida y salud de los 27 niños pacientes del área de nefrología luego de una investigación sobre las fallas del hospital, exhortándolo también a adoptar acciones para mejorar las condiciones de salubridad del hospital. Sin embargo, tres meses después de dictar las medidas cautelares, el gobierno no había cumplido con las mismas. El 14 de mayo falleció Carina Vergara, una paciente de 14 años del servicio de nefrología del hospital que formaba parte de la medida cautelar otorgada por la CIDH.

### Epidemia de leishmaniasis
La leishmaniasis cutánea, comúnmente conocida en la Gran Sabana, Venezuela, como "llaga brava", ha ganado notoriedad en la región, especialmente en áreas afectadas por la minería. Este incremento de casos está vinculado a la intensificación de actividades mineras, como se observa en la localidad de Santa Elena de Uairén, cercana a la frontera con Brasil. La explotación del oro ha tenido un impacto significativo no solo en el medio ambiente, sino también en la salud de los habitantes de la región, quienes enfrentan un acceso limitado a servicios médicos adecuados. Esta situación ha llevado a muchos, incluyendo al minero Darwin Antonio Granados, a buscar tratamiento en Brasil, en la Unidad Básica de Salud (UBS) de Pacaraima, debido a la escasez de medicamentos y recursos en su localidad natal.
Granados, originalmente heladero en Santa Elena de Uairén, se vio obligado a dedicarse a la minería tras el declive de la economía local, exacerbado por eventos como las matanzas de Kumarakay y Santa Elena de Uairén en 2019 y la posterior pandemia. La leishmaniasis cutánea, que representa el 98 % de los casos de leishmaniasis en Venezuela según el Ministerio del Poder Popular para la Salud (MPPS, 2019), es una enfermedad tropical provocada por el parásito Leishmania y transmitida por la picadura del mosquito flebótomo. La incidencia de esta enfermedad ha aumentado en la Gran Sabana, especialmente en zonas alteradas por la minería, creando condiciones ambientales favorables para la proliferación de vectores.
El Programa de Control de Leishmaniasis en Gran Sabana, fundado en 1999, enfrenta desafíos significativos debido a la falta de recursos, como el antígeno leishmanina para diagnósticos y tratamientos adecuados. Muchos pacientes se ven obligados a buscar atención en Brasil, donde reciben el tratamiento de forma gratuita. Este fenómeno ha causado un subregistro de casos en Venezuela, dificultando la obtención de estadísticas precisas y la gestión adecuada de recursos para combatir la enfermedad.
El tratamiento convencional, que implica múltiples inyecciones de Glucantime, resulta costoso y logísticamente complejo para muchos pacientes, lo que lleva a una búsqueda de alternativas en Brasil. Además, la situación se ve agravada por la falta de equipamiento y reactivos actualizados en los centros de salud locales, así como por la burocracia y la escasez de medicamentos.
La Organización Panamericana de la Salud (OPS) ha establecido como objetivo erradicar la leishmaniasis para 2030, pero la situación en la Gran Sabana sigue siendo crítica. La OPS anunció la donación de equipos de termoterapia para tratar la leishmaniasis en una sola sesión, una alternativa considerada más eficaz y segura. Sin embargo, hasta febrero de 2024, las personas afectadas en la Gran Sabana continúan recurriendo a Brasil para el tratamiento convencional.
Este escenario refleja una paradoja donde la riqueza mineral de la región contrasta con la pobreza y el deterioro de la salud pública. La leishmaniasis, además de ser un problema de salud, representa un estigma social para quienes la padecen, especialmente en casos de desfiguración. La situación en la Gran Sabana es un ejemplo complejo de las consecuencias de la explotación minera y la falta de infraestructura sanitaria adecuada.